# 多姆赖
多姆赖（法語：Daumeray，法語發音：[domʁɛ] ⓘ）是法国曼恩-卢瓦尔省的一个旧市镇，属于昂热区。2017年，多姆赖与市镇萨尔特河畔莫拉讷合并为新市镇萨尔特河畔莫拉讷-多姆赖。

## 地理
多姆赖（47°42'7"N, 0°21'38"W）面积40.53 平方千米，位于法国卢瓦尔河地区大区曼恩-卢瓦尔省，该省份为法国西部内陆省份，大致对应安茹地区，北起顺时针与马耶讷省、萨尔特省、安德尔-卢瓦尔省、维埃纳省、德塞夫勒省、旺代省、大西洋卢瓦尔省和伊勒-维莱讷省接壤。
与多姆赖接壤的市镇（或旧市镇、城区）包括：巴拉塞、布里萨尔特、迪尔塔勒、埃特里谢、于耶、萨尔特河畔莫拉讷、蒂耶尔塞、佩圣母村。

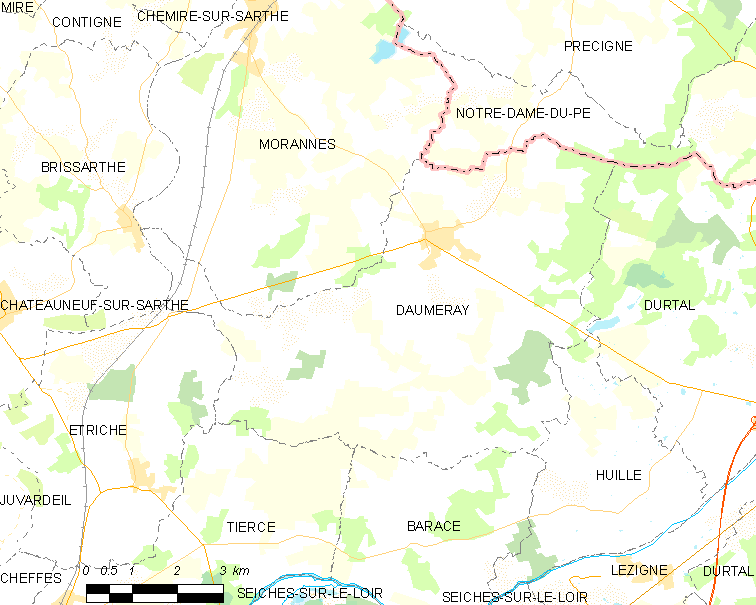
多姆赖的OSM定位图

多姆赖的时区为UTC+01:00、UTC+02:00（夏令时）。

## 行政
多姆赖的邮政编码为49640，INSEE市镇编码为49119。

## 政治
多姆赖所属的省级选区为蒂耶尔塞县。

## 人口

1962-2008年间多姆赖人口变化图示

多姆赖于2018年1月1日时的人口数量为1520人。